# Білоконі
Білоко́ні — село в Україні, у Решетилівській міській громаді Полтавського району Полтавської області. Населення становить 204 особи - 2020 рік. До 2016 орган місцевого самоврядування — Решетилівська селищна рада.

## Географія
Село Білоконі знаходиться на берегах річки Говтва, вище за течією примикає село Дмитренки, нижче за течією на відстані 3 км розташоване село Прокопівка. Поруч проходить автомобільна дорога Т 1718.

## Історія
12 червня 2020 року, відповідно до розпорядження Кабінету Міністрів України № 721-р «Про визначення адміністративних центрів та затвердження територій територіальних громад Полтавської області», село увійшло до складу Решетилівської міської громади.
19 липня 2020 року, в результаті адміністративно — територіальної реформи та ліквідації Решетилівського району, село увійшло до складу новоутвореного Полтавського району Полтавської області.

## Говірка

### Класифікація
Українська мова, південно-східне наріччя, лівобережний середньонаддніпрянський говір (діалект), центральнополтавська говірка

### Наукове вивчання

#### XX сторіччя
Сама говірка не описана ні в одній науковій праці, однак сусідні говірки описує «Атлас української мови», том 1-й і 3-й (некартографовані матеріали).

#### Інтернет-дослідження
У 2018 році на Фейсбуці створено групу «Говірки Решетилівського району» для опису говірок усіх н. п. Решетилівського району (для говірки м. Решетилівка є своя група) та їх збереження. Чит. «Проєкт № 1».

Решетилівка та навколишні села і хутори на карті 1857 року

## Населення

### Мова
Розподіл населення за рідною мовою за даними перепису 2001 року:
| Мова            | Відсоток |
| --------------- | -------- |
| українська      | 97,74 %  |
| румунська       | 1,13 %   |
| російська       | 0,38 %   |
| інші/не вказали | 0,75 %   |

## Постаті
- Олійник Іван Леонтійович (1919—1968) — радянський військовик. Герой Радянського Союзу (1944); учасник Другої світової війни.